# Hifumi Abe
Hifumi Abe (japanisch 阿部一二三; * 9. August 1997 in Kōbe) ist ein japanischer Judoka. Er trägt den 5. Dan.

## Biografie
Er wurde 2017 erstmals Weltmeister in der Gewichtsklasse bis 66 kg. Bei den Judo-Weltmeisterschaften 2018 gelang ihm die Titelverteidigung. Seine Schwester Uta Abe ist ebenfalls Judoka und konnte bei der WM 2018 ebenfalls Gold gewinnen, sodass erstmals Bruder und Schwester an einem Tag Weltmeisterschaftsgold gewonnen haben. 2019 gewann er Bronze bei den Weltmeisterschaften in Tokio. Bei den Olympischen Spielen in Tokio gewann er die Goldmedaille mit einem Finalsieg über den Georgier Wascha Margwelaschwili. Etwa eine Stunde zuvor war bereits seine Schwester Olympiasiegerin geworden. Zusammen mit ihr und anderen japanischen Judoka gewann er auch die Silbermedaille im Judo Mixed-Wettkampf.
2022 siegte Abe bei den japanischen Meisterschaften und beim Grand Slam in Budapest. Bei den Weltmeisterschaften 2022 in Taschkent und bei den Weltmeisterschaften 2023 in Doha gewann er im Finale jeweils gegen seinen Landsmann Joshiro Maruyama. Bei den Olympischen Spielen 2024 in Paris verteidigte er seine olympische Goldmedaille erfolgreich.